# 빨간 앵두 2
"빨간 앵두 2"는 한국에서 제작된 박호태 감독의 1985년 영화이다. 한지일 등이 주연으로 출연하였고 정도환 등이 제작에 참여하였다.

## 출연

### 주연
- 한지일
- 이수진
- 곽은경

## 기타
- 조명: 서병수